# E45 (Ecuador)
De E45 of Troncal Amazónica (Noord-zuidweg van de Amazone) is een primaire nationale weg in Ecuador. De weg loopt van de Colombiaanse grens bij Puerto El Carmen via Puyo en Macas naar Zamora en is 701 kilometer lang. 
Het logo van de E45 is een toekan. 